# Michael Voris
Michael Voris (ur. 20 sierpnia 1961 w Big Spring) – amerykański dziennikarz.

## Życiorys
Studiował na Uniwersytecie Notre Dame, który ukończył w 1983. Następnie pracował w CBS News. W uznaniu pracy dziennikarskiej został uhonorowany czterema nagrodami Emmy.
Po śmierci matki w 2004 roku powrócił do katolicyzmu. Założył portal „Church Militant”. Ukończył Papieski Uniwersytet Świętego Tomasza z Akwinu, uzyskując licencjat z teologii.
W języku polskim wydano następujące jego książki:
- Broń. Jak skuć bramy piekła Różańcem Świętym.[3]
- Kościół walczący. Jak wskrzesić autentyczny katolicyzm.
- Ruch oporu. Walka z szatanem we wnętrzu Kościoła.